# Huth Tivadar
Huth Tivadar (Bonyhád, 1896. szeptember 19. – Pécs, 1962. június 16.) magyar orvos, urológus, egyetemi tanár, az orvostudományok kandidátusa (1952).

## Életpályája
Huth Tivadar és Erményi Klementin fiaként született. Középiskolai tanulmányait a Budapesti Református Főgimnáziumban végezte (1907–1915). Az érettségit követően a Budapesti Királyi Magyar Tudományegyetem Orvostudományi Karának hallgatója lett. Az első világháború alatt éveket töltött a fronton, ezért tanulmányait fel kellett függesztenie. 1925 novemberében avatták orvosdoktorrá a budapesti Pázmány Péter Tudományegyetemen. 1926-ban kinevezték az egyetem Urológiai Klinikájára gyakornoknak, majd tanársegéd és adjunktus lett. 1941-ben az urológiai sebészet, különös tekintettel a gümőkóros megbetegedésekre című tárgykörből magántanárrá habilitálták. 1945–1948 között a klinika igazgató-helyettese volt; ekkor költözött Pécsre.
1948 áprilisában kinevezték a Pécsi Egyetem urológiai klinikájának főorvosává. 1952-ig a Pécsi Tudományegyetem, illetve a Pécsi Orvostudományi Egyetem Sebészeti Klinika Urológiai Osztály osztályvezető orvosa volt. 1952–1962 között a pécsi urológiai klinika igazgatója és egyetemi tanára volt. 1953-ban az Urológiai Klinika alapító tanszékvezető docense lett. 1957–1961 között a Pécsi Orvostudományi Egyetem rektora volt. 1958-ban országgyűlési képviselővé választották.
Több cikke jelent meg magyarul, németül és angolul.

## Családja
Felesége Pollák Sarolta (1905–1957) volt, Pollák Artúr és Bloch Gizella lánya, akit 1925. október 15-én Budapesten, az Erzsébetvárosban vett nőül. 1940-ben elváltak.

## Díjai, elismerései
- Signum Laudis, a kardokkal
- Kiváló Orvos (1961)
- Munka Érdemrend (1961)[6]